# Палах, Ян
Ян Па́лах (чеш. Jan Palach; 11 августа 1948, Прага — 19 января 1969, Прага) — студент философского факультета Карлова университета в Праге. 16 января 1969 совершил самосожжение на Вацлавской площади в Праге в знак протеста против оккупации Чехословакии войсками Советского Союза и других стран Варшавского договора.
В 1991 году Палах посмертно награждён чешским орденом Томаша Гаррига Масарика первой степени.

## Биография
Ян Палах родился в Праге в 1948 году, детство провёл в деревне Вшетаты района Мельник Среднечешского края. Окончил гимназию в городе Мельник. В 1966 году пытался поступить на философский факультет Карлова университета и успешно сдал экзамены, но не был принят из-за социального происхождения[какого?]. В том же году поступил в Пражский экономический университет. В 1968 году Палах предпринял новую попытку поступить на философский факультет и на этот раз был принят. После ввода в Чехословакию войск армий стран Варшавского договора в августе 1968 года Ян Палах принимал участие во многих акциях протеста против оккупации, в том числе в студенческой забастовке. Поскольку эти акции протеста не имели какого-либо эффекта, юноша стал задумываться о вариантах более радикальных действий.

## Самосожжение

### Предыстория
В августе 1968 страны Варшавского договора ввели войска в Чехословакию с целью прекращения реформ, известных как «Пражская весна». Правительство Дубчека было насильственно смещено и заменено группой угодных политике СССР лиц; в стране воцарилась бюрократическая реакция. Начались массовые аресты и увольнения сторонников реформ. Ужесточилась цензура.

### Поступок Палаха
16 января 1969 года Ян Палах совершил самосожжение на Вацлавской площади в Праге в знак протеста против оккупации страны. В портфеле Палаха были найдены письма, объясняющие его поступок, а также указывающие на существование организации молодых людей, собиравшихся такой формой самопожертвования протестовать против иностранного военного вмешательства в дела Чехословакии.
Получив ожоги 85 % тела второй и третьей степени, доставлен в клинику Карлова университета, где через 3 дня скончался.
Студент-скульптор Ольбрам Зоубек снял с него посмертную маску.
25 января похороны Палаха на кладбище Ольшаны переросли в демонстрацию.

## Реакция на смерть Палаха

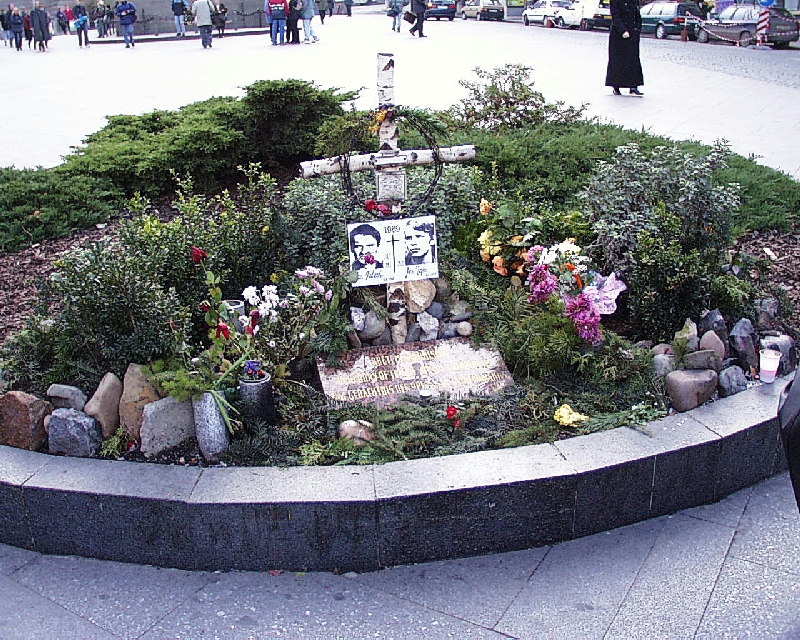
Памятник Палаху и Зайицу на Вацлавской площади

Власти Чехословакии пытались скрыть причины самосожжения Яна Палаха. Уже 20 января чехословацкое управление по печати и информации распорядилось печатать исключительно официальные сообщения о происшедшем. Тогда же были выдворены из страны многие иностранные журналисты.
Власти Чехословакии пытались также исказить причины самосожжения Яна Палаха. Депутат от коммунистической партии Вилем Новый заявлял, что Палах не собирался кончать жизнь самоубийством. Якобы планировалось использование некоего «холодного огня», жидкость которого заменили на бензин без ведома Палаха. Пять человек (в том числе мать Яна Палаха) подали на Вилема Нового в суд за оскорбление чести и достоинства. В 1970 году суд признал Вилема Нового невиновным, назвав истцов «врагами социализма».
Этой же версии — использование молодого человека без его ведома в целях провокации — придерживались официальные советские власти.
После смерти Палаха до апреля 1969 года ещё 26 человек предприняли попытки самосожжения, протестуя таким образом против советской интервенции и подавления Пражской весны 1968 г., в том числе 7 погибли. Один из них — Ян Зайиц — покончил с собой также на Вацлавской площади.
В октябре 1973 останки Палаха были тайно эксгумированы сотрудниками чехословацких спецслужб и перенесены на кладбище в городе Вшетаты, но после Бархатной революции они снова были захоронены на Ольшанском кладбище.
В 2021 году российские власти заблокировали сайт «Чешского радио» из-за статьи «Ян Палах и его последователи».

## Память

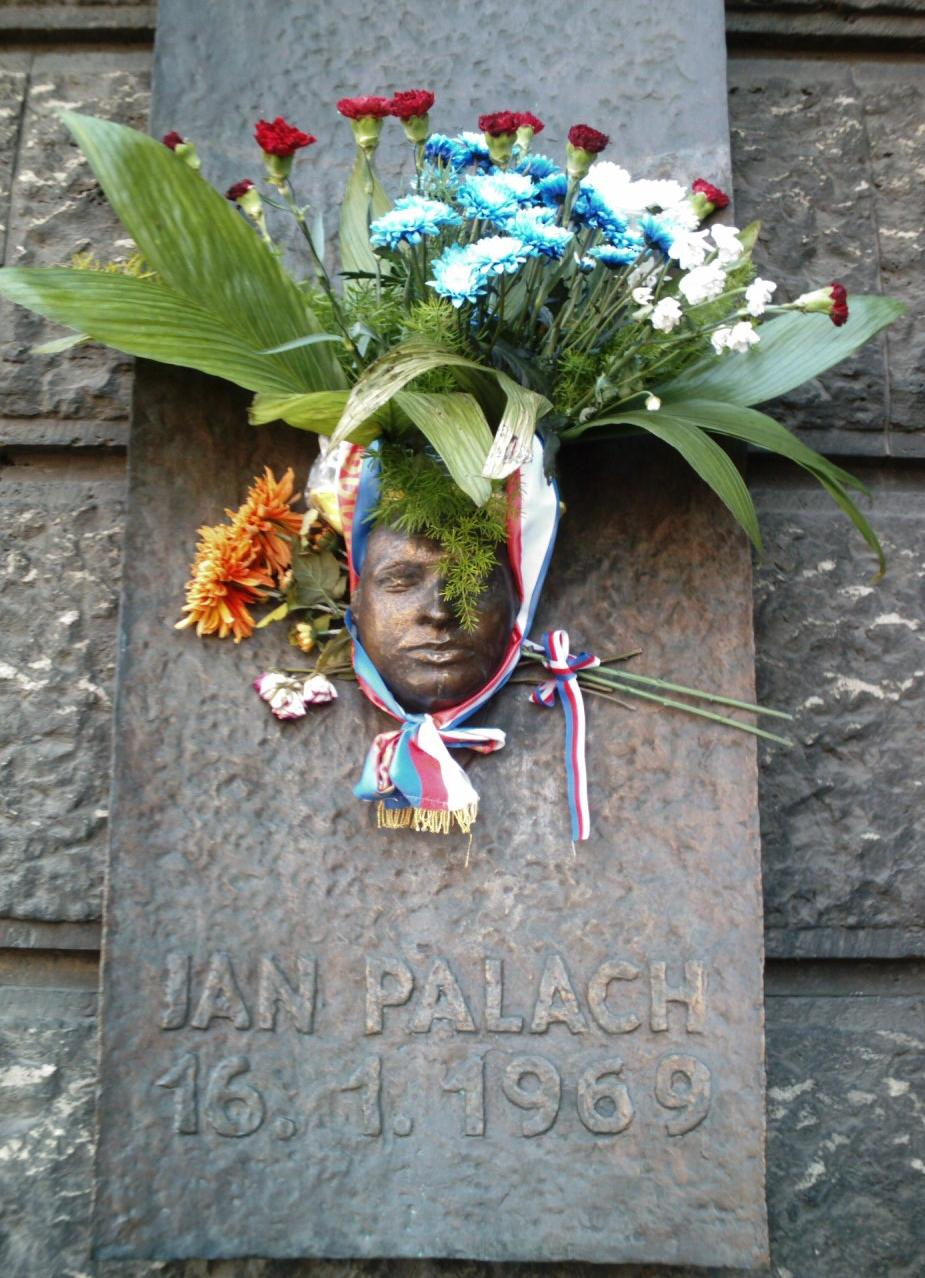
Мемориальная доска в честь Палаха

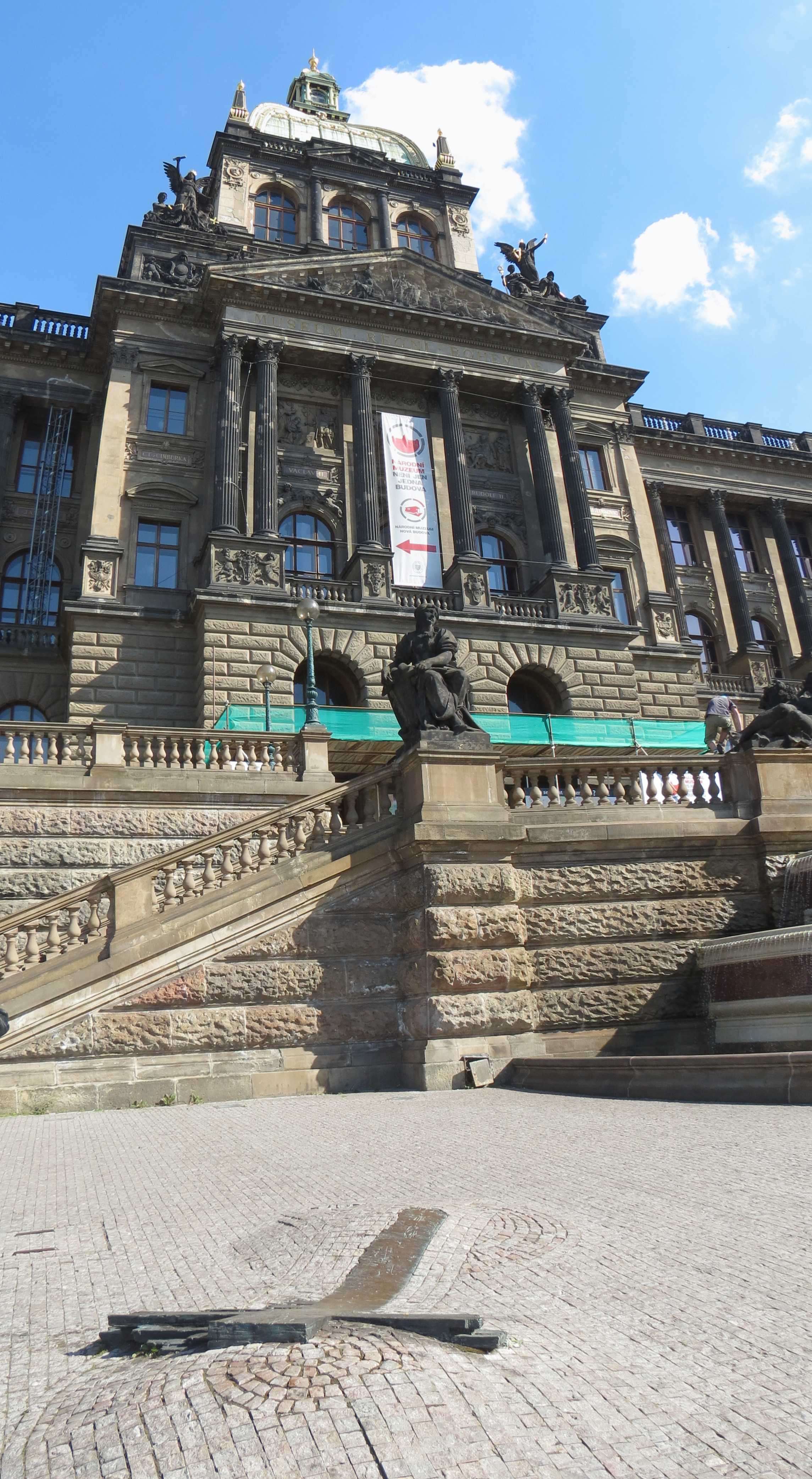
Мемориал Палаху и Зайицу на Вацлавской площади

### Неделя Палаха
В январе 1989 года в Праге прошла серия гражданских протестов по случаю 20-летия самосожжения Палаха. Манифестация 15 января была разогнана властями, её участники, в том числе будущий президент Чехии Вацлав Гавел, арестованы. Всего за манифестации 15-21 января 1989 года было задержано 1400 человек.

### В астрономии
В честь Палаха 22 августа 1969 года чешский астроном-эмигрант Лубош Когоутек назвал астероид (1834) Палах.

### Памятники и названия улиц

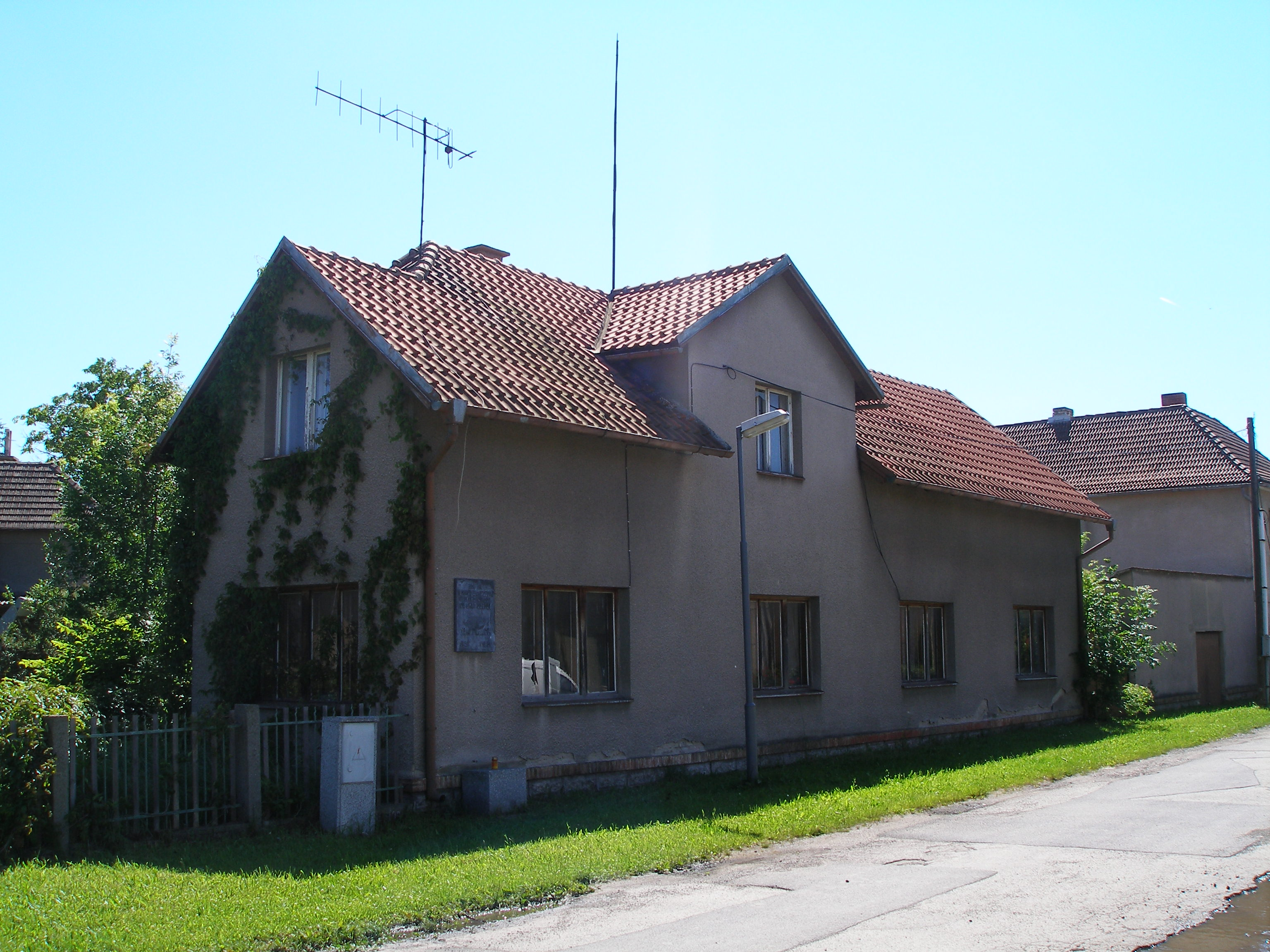
Дом, где вырос Ян Палах во Вшетатах

Имя Яна Палаха носит название одна из улиц в городе Варна (Болгария).
В честь Яна Палаха в Карловых Варах названа набережная.
Одна из центральных площадей Праги носит имя Я. Палаха.
После Бархатной революции на Вацлавской площади в Праге, перед зданием Национального музея, был открыт мемориал в честь Яна Палаха и Яна Зайица. Он представляет собой бронзовый крест, имитирующий опалённый огнём деревянный крест, вмурованный в каменную мостовую.

### В кинематографе
В 1969 году вышел короткометражный документальный фильм «Ян Палах» французского режиссера Раймона Депардона.
В 2013 году вышел 3-серийный фильм «Неопалимая купина».
В 2018 году вышел полнометражный фильм «Ян Палах».

### В стихах и музыке
Итальянский музыкант, исполнитель, писатель и актёр Франческо Гуччини посвятил ему песню «Primavera di Praga» (Пражская весна), вошедшую в его альбом «Due anni dopo» (Два года спустя), выпущенный в 1970 году.
Чешский бард Карел Крыл посвятил Яну Палаху несколько песен.
Чешский исполнитель Михал Груза посвятил Палаху песню «J.P.», увидевшую свет на альбоме Den.
Клип группы Kasabian на песню «Club Foot» посвящён Палаху.
Испанская правая группа Mara Ros посвятила Палаху песню.
Стихотворение поэта Всеволода Некрасова «Ян Палах»:

Я не Палах
Ты не Палах
А он
Палах?
А он
Палах
Он Палах
А ты не Палах
И я не Палах
У Егора Летова (группа «Гражданская оборона»), в песне «Новая правда» есть куплет, посвящённый Яну Палаху:

Ян Палах
Сгорал в витрине
Истошная кукла
Нелюбимый сыночек.
Поэтесса Ольга Бешенковская (1947—2006) посвятила Яну Палаху стихотворение:

Памяти чешского студента Яна Палаха
Прага, я не могу на твоём не споткнуться пороге:
Здесь брусчатка, как реквием, скорбно звучит под ногой…
Чешский мальчик горел, а у нас проступали ожоги,
Будто Ян — это я, это я, а не кто-то другой…
Мы познали тогда: нет стыда безнадежней и горше,
Чем за Родину стыд … (Как ломило ночами висок…)
И мерещилась тень: по камням, как по клавишам, Дворжак -
Танкам наперерез, тёмной площади — наискосок…
На губах моих снег — голубая солёная влага…
И на русский язык откликается каждый второй!
То ль славянской душой нас простила воскресшая Прага,
То ли днесь поняла, как наивны палач и герой…
По каким бы камням кто б солдатским ботинком ни клацал,
Никуда не привёз ни свободы, ни счастья танкист…
Добрый вэчэр тебе, повидавший историю Вацлав!
Полыхает букет и приветливо машет таксист…
Богемист и переводчик Олег Малевич (1928—2013) посвятил вводу советских войск в Чехословакию и самоссожению Яна Палаха такое стихотворение:

Живу я у самого моря,

а море — лишь греза твоя,

о Чехия, горькое горе,

чужая отчизна моя.
Здесь ветер соленый и юный.

Прекрасны, как выстрел в висок,

поросшие зеленью дюны

и желтый прибрежный песок.
Живу я у самого моря,

душа им полна по края,

о Чехия, слезное море,

нездешняя греза моя.
И небо все в сполохах алых,

все залито кровью окрест.

По волнам, по шпалам Ян Палах

идет словно огненный крест.
И всем, кто отмечен тем знаком,

кто факелом гневным горит,

Цветаева с Пастернаком

слагают акафист навзрыд.

Малевич О. Пешеход. Л., 1991. С. 29.